# Sus scrofa domesticus
Il maiale (Sus scrofa domesticus L.), chiamato anche suino (che più propriamente è la sottofamiglia di cui fa parte) o porco, è un suide addomesticato appartenente ai mammiferi dell'ordine artiodattili suiformi.
Il maschio fertile si chiama verro, la femmina scrofa e i cuccioli lattonzoli; questi ultimi, in particolare, a loro volta si definiscono verretti se maschi o scrofette se femmine.
Si tratta di uno tra gli animali da macello più diffusi e più utilizzati dall'uomo, anche in ragione dell'ampia gamma di sottoprodotti derivati, che vanno da articolatissime specifiche lavorazioni delle sue carni allo sfruttamento delle setole (da qui il detto "del maiale non si butta via niente").
Il maiale domestico appartiene alla stessa specie del cinghiale (Sus scrofa) e può riprodursi con esso.
Il termine maiale deriva dal latino majalem ("porco castrato"), così chiamato poiché era spesso utilizzato come sacrificio a Maia, madre di Mercurio.

## Descrizione
Nell'anatomia generale il maiale domestico non si discosta molto dal cinghiale: entrambi possiedono infatti un caratteristico grugno mobile e adatto a grufolare nel terreno, una pelle spessa e dotata di uno spesso strato di grasso sottocutaneo, la stessa formula dentaria e canini trasformati in zanne.
Le razze più antiche di maiale dovevano essere molto simili ai cinghiali selvatici, come testimoniato per esempio dalle pitture vascolari greche.
La selezione artificiale ha tuttavia modificato numerosi caratteri che hanno fatto sì che molte razze attuali presentino aspetti peculiari.
In primo luogo, trattandosi di un animale da carne, si è cercato di accelerarne la crescita e di aumentarne il peso: esistono razze con esemplari che raggiungono e superano i 300 kg, ossia più del doppio di un grosso cinghiale maschio adulto.
Anche il colore della pelle e delle setole è diverso da quello del cinghiale: il classico "maiale rosa" altro non è che un animale dalla cute depigmentata, ma esistono anche maiali neri o pezzati.
In alcune razze le setole sono assenti o presenti in numero ridotto; possono inoltre essere presenti delle tettole, ovvero piccole protuberanze pendenti nella parte inferiore del collo.
Le orecchie possono essere erette (come, per esempio, nel cinghiale e nella razza Large White, largamente diffusa in tutto il mondo), oppure pendenti in avanti (come nella razza Landrace), a coprire parzialmente il muso. Un carattere esclusivo di certe razze, che conferisce agli animali un aspetto "a siluro", è la presenza di una o due vertebre soprannumerarie; tale caratteristica aumenta la lunghezza dei lombi del maiale, da cui si ricava carne pregiata.
La coda può essere diritta, curvata a punto interrogativo o arrotolata a formare un ricciolo; termina generalmente con un ciuffo di setole più folte.
Le zampe, corte e forti, sono dotate di due zoccoli centrali maggiori e di due "speroni" laterali che, a differenza di molte altre specie di artiodattili, spesso toccano terra e fungono da sostegno. Gli zoccoli possono allargarsi molto, in modo da ampliare la superficie di appoggio quando il maiale cammina in un terreno fangoso, impedendogli di sprofondare.
I maschi possiedono canini molto sviluppati che, tuttavia, a differenza del cinghiale, restano solitamente all'interno della bocca. In molte razze si possono occasionalmente osservare verri con zanne sviluppate; in particolare i maschi dei maialini pancia a tazza hanno spesso zanne lunghe e ricurve sia nella mascella, sia nella mandibola.
I maiali sono molto prolifici: le scrofe possono dare alla luce anche 8-10 suinetti alla volta, che allattano poi contemporaneamente grazie al grande numero di mammelle, variabile fra 10 e 16. I piccoli alla nascita sono poco più grandi di un ratto; solitamente hanno già una colorazione simile a quella degli adulti, ma vi sono casi in cui i piccoli nascono con un mantello striato simile a quello dei cinghialetti, che poi perdono nei mesi successivi.

## Allevamento

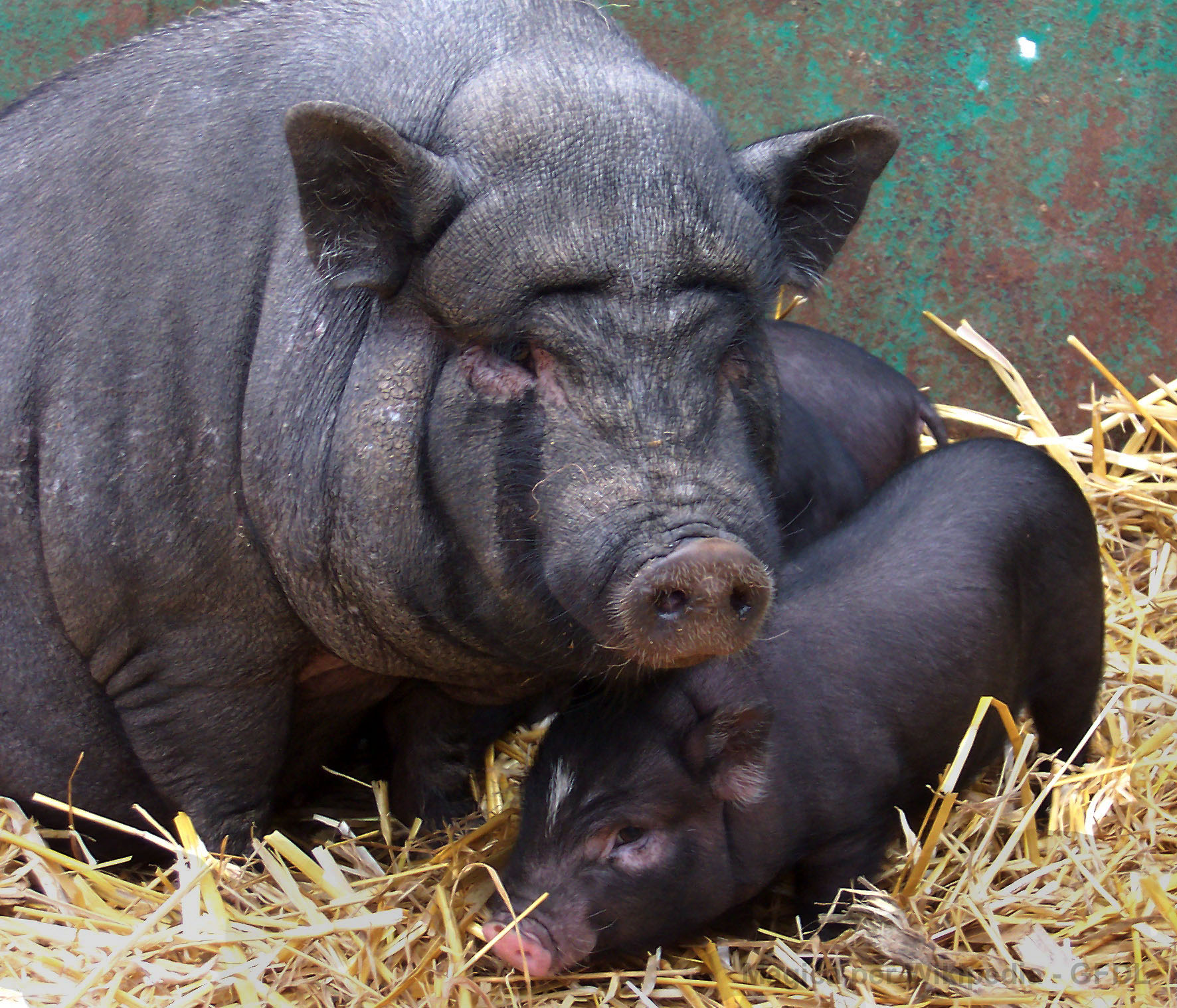
Scrofa con piccoli

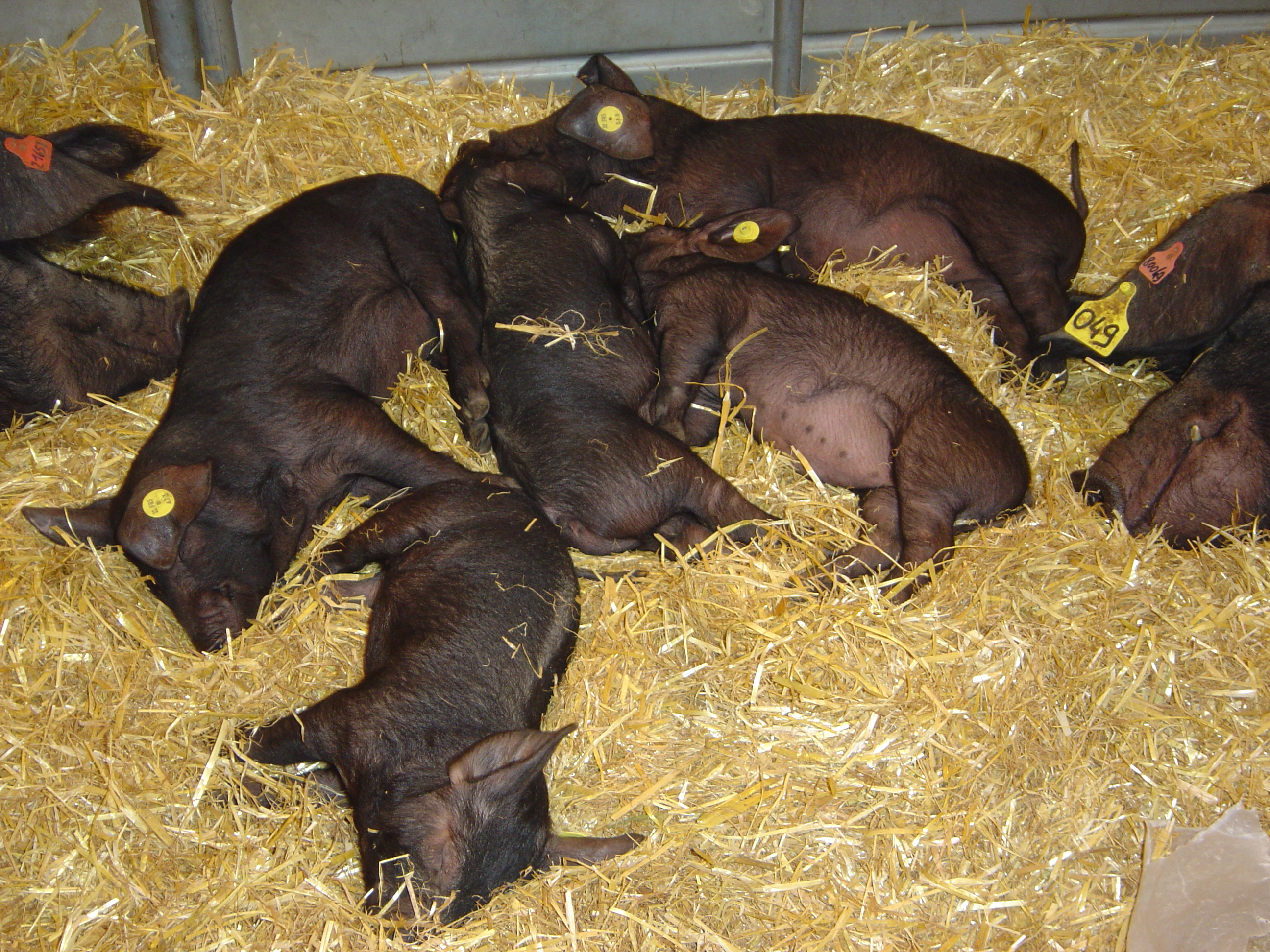
Piccoli di maiale

L'allevamento del maiale pare antichissimo, e raffigurazioni di suoi presumibili progenitori sono anche nei graffiti della grotta di Altamira (ca. 40000 a.C.). Intorno al 5000 a.C. si suppone che sia avvenuta la domesticazione in Cina, e tracce di poco più recenti se ne hanno anche in Mesopotamia.
Il maiale è sempre stato di vitale importanza nel sistema alimentare dell'uomo e la sua copiosa produzione lo ha reso di generale popolarità. Molte delle caratteristiche morfologiche o comportamentali del maiale sono anzi entrate nella fraseologia comune presso quasi tutte le culture (per lo più in senso spregiativo o offensivo, sino alla blasfemia).
Le caratteristiche nutrizionali della carne di maiale, ricca di grassi, sono forse all'origine di taluni precetti di alcune religioni (particolarmente di alcune originate in aree calde del Pianeta) che vietano di cibarsene o ne limitano l'assunzione. Il porco peraltro è onnivoro, pertanto nelle aree geografiche desertiche e semidesertiche, contraddistinte da generale scarsità di risorse alimentari, il motivo del precetto religioso che ne vieta la presenza, oltre che la consumazione delle carni e dei sottoprodotti, può essere ravvisato nel fatto che, sul piano alimentare, esso si pone in concorrenza diretta con l'uomo: il suo allevamento pertanto non potrebbe avvenire che a discapito della disponibilità di cibo per la specie umana. Secondo un'altra teoria, il motivo è che il maiale ha bisogno di molta acqua per l'allevamento e se i ricchi "sprecassero" la poca acqua di quelle regioni per l'allevamento di maiali, non ce ne sarebbe per il resto della popolazione.

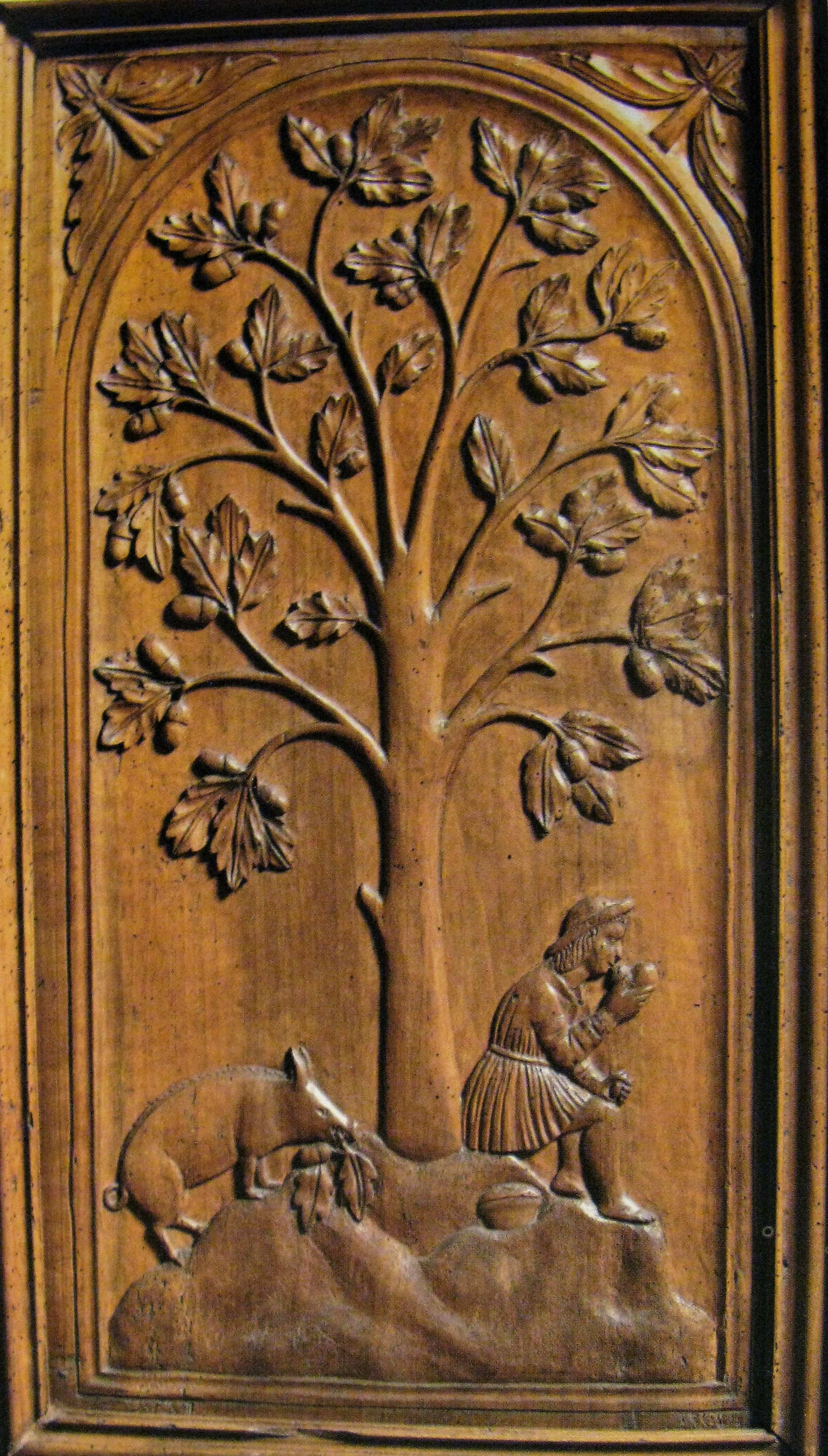
Giovanni Pietro e Giovanni Ambrogio De Donati, l'allevamento brado dei maiali, 1484, stallo del coro della chiesa di San Francesco di Pavia.

Si noti che la domesticazione del maiale non è profonda, nel senso che il maiale lasciato libero immediatamente rinselvatichisce senza grossi problemi di riadattamento e può presentare mutazioni morfologiche in tempi sorprendentemente rapidi; del resto, la differenza stessa fra i maiali selvatici ed il maiale d'allevamento è relativa.
La vita del maiale d'allevamento non è lunga. Nei moderni allevamenti nasce in tutti i mesi dell'anno. Le cucciolate sono normalmente da circa dieci - dodici piccoli. Alla nascita il lattonzolo pesa da uno a due chili. La scrofa partorisce due volte all'anno; in realtà la somma delle durate delle due gestazioni è meno di un anno solare. Il periodo di gestazione è di circa 114 giorni, che equivalgono a tre mesi tre settimane e tre giorni.
Negli allevamenti, per evitare che la scrofa schiacci inavvertitamente i piccoli, essa viene fatta partorire ed allevare la prole in una gabbia che la contiene appena e nella quale non può muoversi liberamente. In natura questo non avviene, poiché i maiali selvatici costruiscono dei giacigli di rami e foglie, che consentono ai piccoli di spostarsi rapidamente, cosa che invece non possono fare sul cemento. Il periodo di svezzamento di norma, negli allevamenti, dura circa un mese.
A seconda dello scopo per cui vengono allevati gli animali, esiste un'importante suddivisione: "suino leggero" e "suino pesante". Il primo viene macellato quando raggiunge al massimo i 100-110 kg di peso vivo, il secondo tra i 150 e i 180 kg (mediamente attorno ai 160 kg). L'allevamento del suino pesante è una realtà specificamente italiana e molto raramente spagnola (il resto del mondo occidentale alleva solo suini leggeri). La stragrande maggioranza dei suini allevati in Italia segue questa filiera.
La provincia italiana con la più alta concentrazione di suini è quella di Mantova, dove per ogni abitante ci sono in media quattro suini.

## Utilizzo

### Gastronomia
L'utilizzo gastronomico del maiale è sempre stato il principale e spesso unico scopo del suo allevamento. La sua carne viene utilizzata in svariati modi culinari, cotta con tecniche simili a quelle della carne bovina, oppure utilizzata per farne salumi di vario genere o per utilizzarne il solo grasso, a seconda del taglio. Si usano in cucina anche alcune frattaglie, fra cui il cervello, il fegato, il sangue (come, ad esempio, nel migliaccio pistoiese) e addirittura i piedi. Le varie forme culinarie di utilizzo possono variare da paese a paese e, all'interno dello stesso, da regione a regione. Nemmeno il grasso distribuito nella parte interna del maiale viene sprecato: si tratta della sugna, che viene fusa e poi utilizzata in vari modi, tra i quali la ricopertura della parte magra del prosciutto nella fase di stagionatura di quest'ultimo.
In Italia la cottura delle carni avviene quasi sempre in padella o sulla griglia, mediante frittura o a fuoco lento nella preparazione di arrosti e brasati. Nei paesi nordici quali Germania e Austria parti delle carni di maiale idonee vengono anche servite bollite.

### Utilizzo dei suini in ricerca

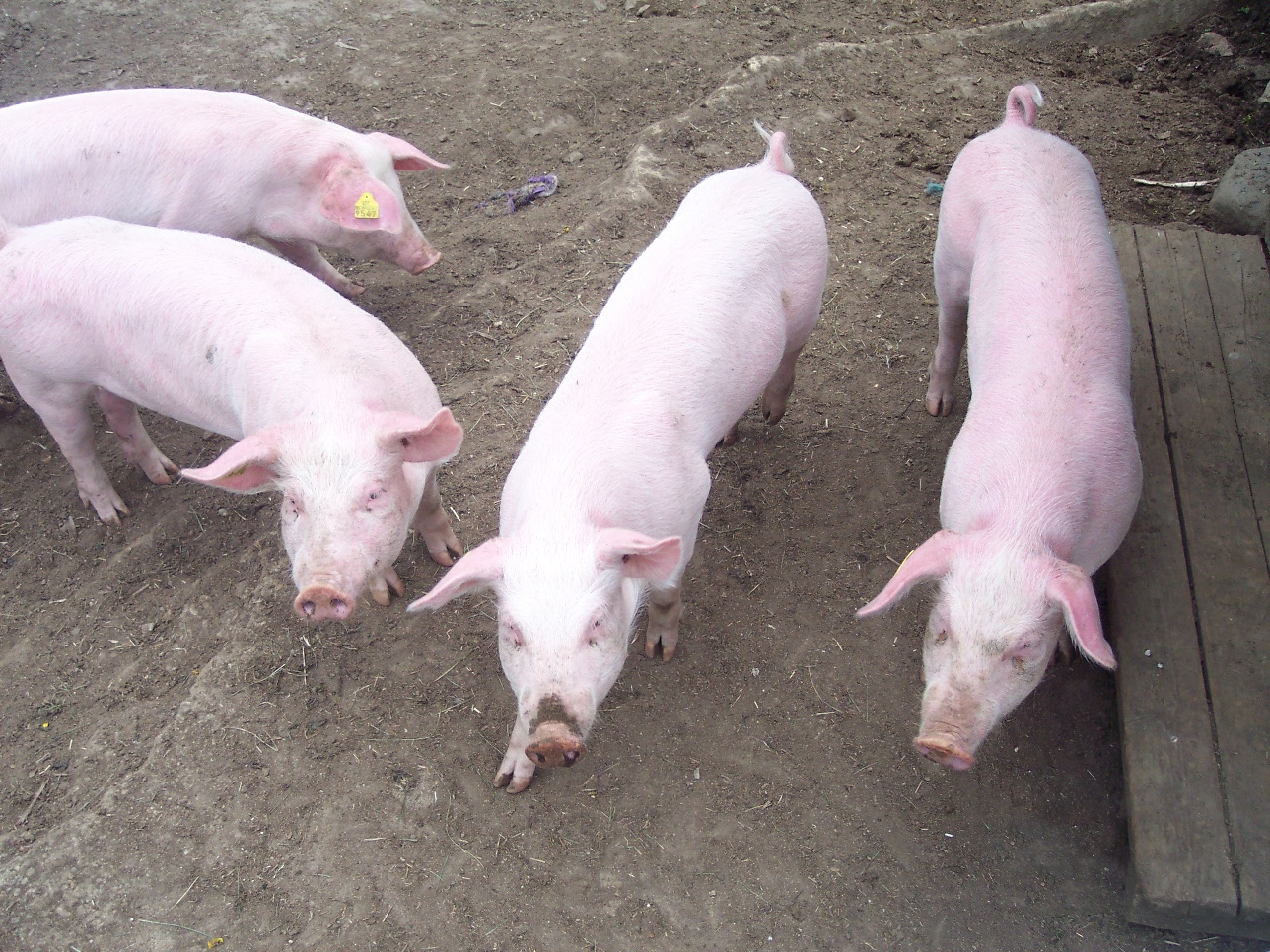
Maiali nel porcile

Il maiale è ampiamente utilizzato come organismo modello, in particolare per la ricerca inerente alle patologie cardiovascolari. Il maiale, infatti, è anzitutto molto simile all'uomo dal punto di vista genetico. Rispetto ai topi (gli organismi modello d'elezione), inoltre, il suo sistema cardiovascolare è molto più "maneggevole" e simile a quello umano. Esistono dunque modelli suini per patologie vascolari di grande incidenza nell'uomo come l'aterosclerosi o la restenosi.
I suini sono anche gli organismi di elezione per lo studio e l'applicazione degli xenotrapianti: pur essendo il genoma umano molto più simile a quello dei primati che non a quello suino, il maiale è certamente un animale che, anche grazie alle millenarie conoscenze agrotecniche riguardo al suo allevamento, può essere cresciuto molto più agevolmente delle scimmie antropomorfe.

## Religioni

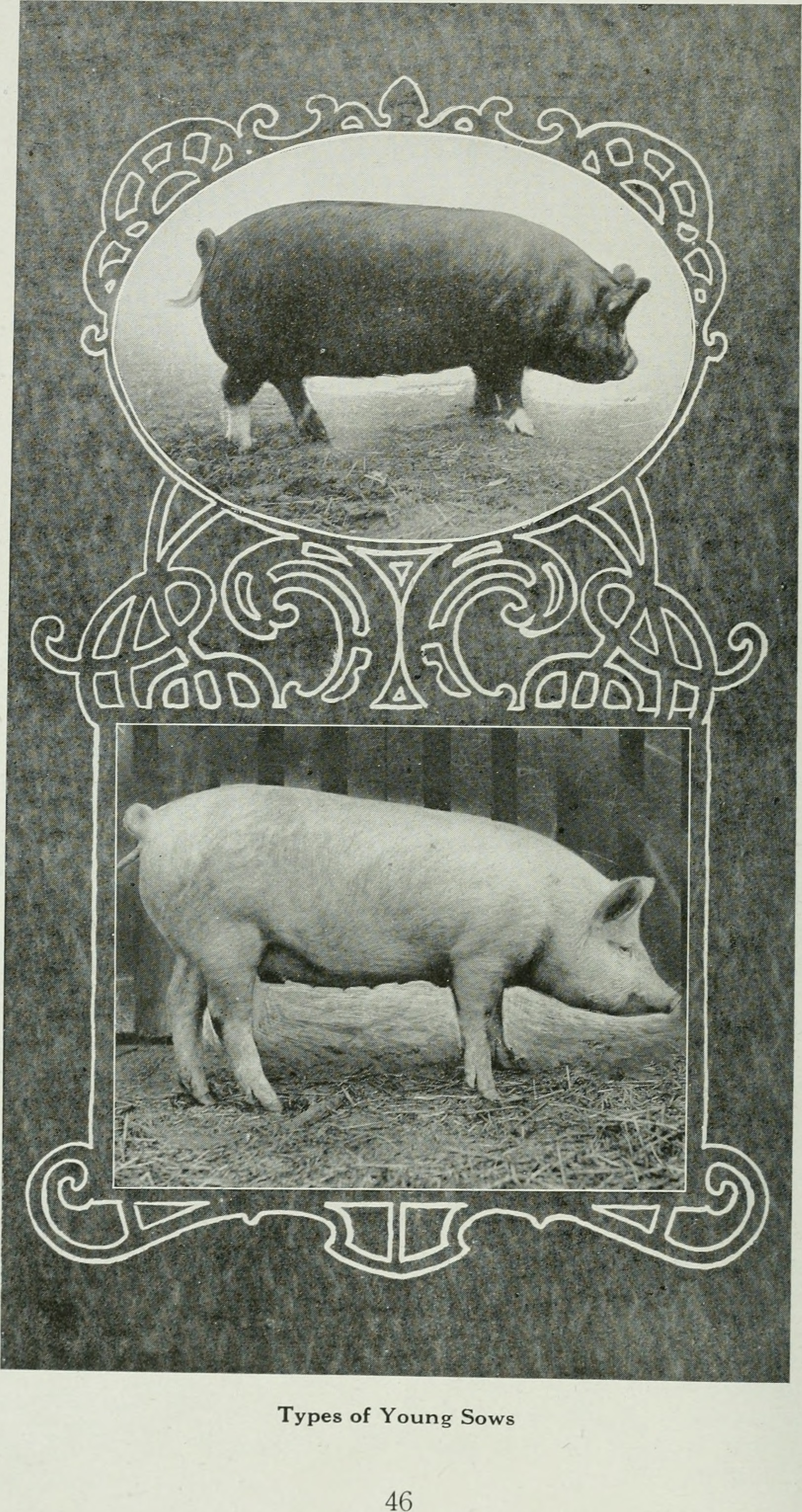

In varie religioni il maiale è oggetto di prescrizioni alimentari.
Nell'ebraismo e nell'Islam è vietato cibarsi di carne di maiale, considerata impura.
L'origine della prescrizione nella religione ebraica è scritta nel libro del Levitico 11,7-8
«...il porco, perché ha l'unghia bipartita da una fessura, ma non rumina, lo considererete immondo. Non mangerete la loro carne e non toccherete i loro cadaveri; li considererete immondi.»
e nel Deuteronomio 14,8
«...anche il porco, che ha l'unghia bipartita ma non rumina, lo considererete immondo. Non mangerete la loro carne e non toccherete i loro cadaveri.»
L'origine della prescrizione nella religione islamica è fondata nei seguenti versi del Corano, Sura II, 173:
«In verità vi sono state vietate le bestie morte, il sangue, la carne di porco e quello su cui sia stato invocato altro nome che quello di Allah.»
Un caso significativo è la persecuzione di cui furono vittima i giudei dell'epoca maccabeica (Primo e Secondo libro dei Maccabei): la legge istituita da Antioco IV Epifane rendeva obbligatorio mangiare carne suina e molti giudei, tra i quali spicca la figura di Eleazaro, affrontarono la morte per non tradire la legge dei loro padri.
In altre religioni, invece, il maiale può essere un simbolo di fertilità, abbondanza e ricchezza. Si veda ad esempio il mito di Gullinbursti nella mitologia norrena.

## Conservazione

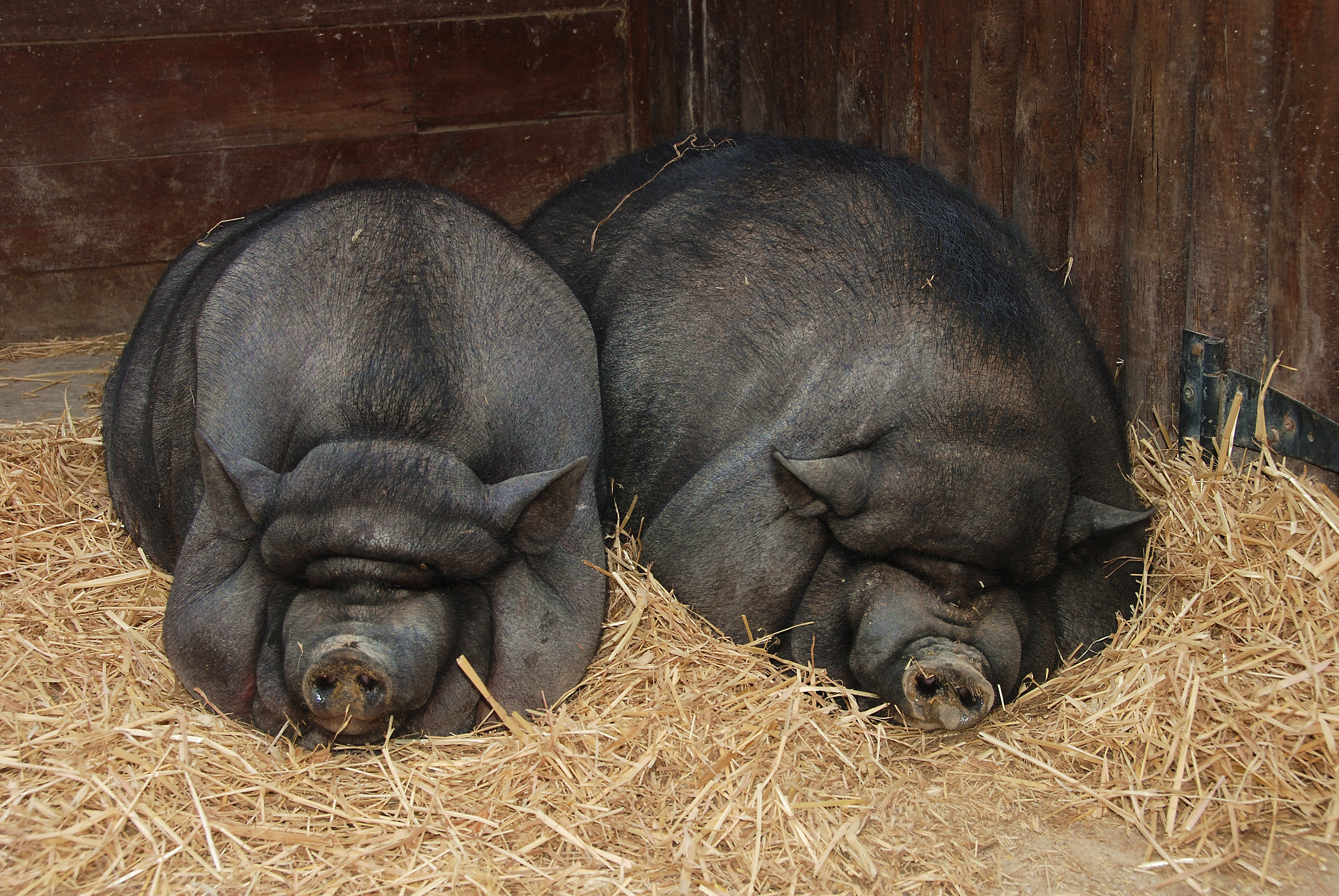
Due maialini pancia a tazza nello zoo di Lisbona, Portogallo

Esistono popolazioni di maiali rinselvatichite in varie parti del mondo che, laddove condividano l'ambiente con cinghiali selvatici con i quali spesso si incrociano, rappresentano un notevole rischio di inquinamento genetico per le popolazioni originarie, specie laddove queste siano di origine autoctona e non frutto di reintroduzioni a scopo venatorio. Altro rischio sono i virus della peste suina classica e della peste suina africana, innocui per l'uomo, ma che se già presenti in una delle due popolazioni si trasmettono dai maiali bradi, semibradi o rinselvatichiti al cinghiale ed anche viceversa causando seri problemi non solo alla salute degli animali ma anche e soprattutto dal punto di vista economico e di scambi commerciali con zone indenni.

## Razze suine
Esistono numerose razze suine, attualmente la stragrande maggioranza degli allevamenti mondiali alleva la Large White registrata nel 1868 in Europa, poi diffusasi anche con successive varianti
.

## Nella cultura di massa
(Winston Churchill)
Numerose sono le opere in cui i maiali sono protagonisti o, quanto meno, rivestono un ruolo importante. La più famosa è forse la fiaba popolare i tre porcellini, seguita dal romanzo di George Orwell La fattoria degli animali, dove i protagonisti sono animali domestici ribellatisi al padrone, che decidono di vivere in una democrazia autogestita, ma vengono presto sopraffatti dai maiali, che giungono ad impadronirsi del potere. Il cartone animato televisivo molto famoso, Peppa Pig, ha per protagonisti maialini e così pure il fumetto Zannablù, di Stefano Bonfanti e Barbara Barbieri, meglio noti come DenTiblù.

## Lingua tedesca
Nella lingua tedesca l'espressione colloquiale Schwein ("maiale") haben ("avere") significa "aver fortuna".